# جيمس دينيسي
جيمس دينيسي (بالإنجليزية: James Dean)‏ هو كاتب أغاني ومنتج أسطوانات أمريكي، ولد في 7 فبراير 1943، وتوفي في 9 أبريل 2006.

## وصلات خارجية
- جيمس دين على موقع ميوزك برينز (الإنجليزية)
- جيمس دين على موقع قاعدة بيانات برودواي على الإنترنت (الإنجليزية)
- جيمس دين على موقع أول ميوزيك (الإنجليزية)
- جيمس دين على موقع ديسكوغز (الإنجليزية)